# Принцип Поліанни
При́нцип Полліа́нни (також відомий як поліаннізм або упередженість на користь позитиву) — психологічний феномен, згідно з яким люди схильні погоджуватися в першу чергу з позитивними ствердженнями, що стосуються їх самих. Ця підсвідома упередженість має багато спільного з ефектом Барнума.
Термін було запозичено з назви книги культової американської письменниці Елеонор Портер «Поліанна», що вийшла в світ в 1913 році. В ній була описана ситуація, яка обумовила детальне наукове дослідження цього психологічного явища. Пізні психологічні досліди продемонстрували, що розум людини на підсвідомому рівні прямо орієнтований на сприйняття виключно позитивних повідомлень, що наче стосуються його, як і позитивно забарвлених звернень в свою адресу. Парадокс полягає в тому, що на рівні діяльності свідомості людський розум акцентує увагу на негативних аспектах тих самих речей. Таким чином шляхом наукового спостереження може бути виявлено пряму суперечність між тенденціями рецептивної діяльності у несвідомому і свідомому планах. Принципом Поліанни психологи іменують власне несвідомий нахил в сторону позитивних моментів.
Вперше в психологічній сфері наукового знання концепція принципу Поліанни була описана в 1978 році психологами Матлін і Стангом, які звернулися до архетипічного образу дівчинки Поліанни, головної героїні роману Елеонор Портер, яка вирізнялась специфічною формою оптимістичного світогляду, привчивши себе (точніше, свою свідомість) до радості і захоплення з приводу кожної негативної події, яка відбувалася в її житті. При цьому ця радість завжди була аргументована на словах — дівчинка завжди знаходила вагомі докази, які в аспекті інтерпретації перетворювали негативну подію на позитивну.
Варто відзначити, що укладчики психологічних тестів на визначення типу особистості (зокрема впорядники тесту Майєра-Бігса на індикацію типів)стверджують, що найточніше тести проходять особистості, які мають нахил до «поліанізму».
Інша інтерпретація принципу Поліанни стосується аналізу розумової діяльності людини і комп'ютера (електронно-обчислювальних машин). Вчені, що застосовують принцип Поліанни в цій сфері, формулюють постулат, згідно з яким «машини повинні працювати, а люди повинні думати». Цей аксіоматичний вислів можна сприйняти в ключі ідеї поліанізму, оскільки він озвучує радикальний оптимізм тих, хто вважає, що машина повинна виконувати всю важку розумову працю за людину, звільняючи людей від необхідності думати. Такий вислів можна інтерпретувати дещо цинічно: всі проблеми людства неминуче виникають через те, що машини не в стані виконувати роботу, а люди не в стані мислити, отже, їх необхідно поміняти місцями в функціональному плані.

## Упередженість позитиву
Упередженість на користь позитиву — це аспект принципу Поліанни, який пояснює, чому люди можуть надавати перевагу позитивному сприйняттю замість негативного або реалістичного. У позитивній психології цей феномен розглядається через три основні поняття: позитивні ілюзії, самообман і оптимізм. Така упередженість посилюється з віком — вона частіше трапляється в дорослих, що наближаються до літнього віку, ніж у дітей або підлітків. Люди старшого віку мають схильність звертати більше уваги на позитивну інформацію, що може бути наслідком специфічних особливостей когнітивної обробки. У дослідженнях, зібраних Ендрю Рідом і Лаурою Карстенсен, з’ясувалося, що літні люди (у порівнянні з молодими) цілеспрямовано відвертають увагу від негативних матеріалів.

## Критика
Хоча принцип Поліанни може виявитися корисним у певних ситуаціях, деякі психологи вважають, що він може заважати людині ефективно справлятися з життєвими труднощами. У деяких випадках цей принцип називають «синдромом Поліанни», і скептики визначають його як стан надмірного позитивізму та сліпоти до негативного або реального. У контексті терапії чи консультування така установка вважається небезпечною як для пацієнта, так і для терапевта.